# Décembre 1870

## Événements
- 2 décembre, France :
  - bataille de Loigny, la première armée de la Loire est battue;
  - résistance française à la bataille de Patay-Orléans mais le 4 décembre les Prussiens reprennent Orléans par surprise;
  - échec de la sortie militaire des Parisiens à Champigny.

- 4 décembre, France : Orléans est prise par l'armée prussienne.

- 5 décembre, France : des militants socialistes tentent de prendre le pouvoir à Rouen, abandonnée par les troupes françaises, mais l'armée prussienne de Manteuffet entre dans la ville sans résistance.

- 8 - 10 décembre, France : l'armée de la Loire est battue à Beaugency (Loiret).

- 9 décembre, France : le gouvernement de Défense Nationale, abandonne Tours pour fuir vers Bordeaux. Le 13, panique générale à Tours, où toute la population s'enfuit, y compris les militaires avec leurs chefs, retour des autorités le 15.

- 13 décembre : création du parti catholique (Zentrum) en Allemagne pour défendre les intérêts catholiques face à la Prusse protestante.

- 18 décembre, France : bataille de Nuits-Saint-George en Côte-d'Or entre les Allemands et l'armée de l'Est. Résultat indécis.

- 20 décembre, France : les Prussiens bombardent la ville de Tours : 6 morts.

- 21 décembre, France : échec sanglant d'une tentative de sortie de l'armée de Paris au Bourget et à Neuilly.

- 23 - 24 décembre, France : bataille de Hallue au nord-est d'Amiens.

- 24 décembre, Canada : Elzéar-Alexandre Taschereau devient archevêque de Québec.

- 25 décembre, France :
  - les Conseils Généraux sont dissous et remplacés par des commissions départementales, nommées par les préfets;
  - achèvement du percement du tunnel ferroviaire du Fréjus, entre la France et l'Italie.

## Naissances
- 10 décembre : Pierre Louÿs, écrivain français († 1925).
- 16 décembre : Richard McBride, politicien canadien et ancien Premier ministre de Colombie-Britannique († août 1917).
- 21 décembre : « Minuto » (Enrique Vargas González), matador espagnol († 20 juin 1930).
- 31 décembre : Mbah Gotho, supercentenaire malaisien († 6 avril 2017).

## Décès
- 5 décembre : Alexandre Dumas père, romancier et dramaturge français.
- 23 décembre : Théophile Hamel, artiste peintre.
- 28 décembre (16 déc., calend. Julien) : Aleksei Fjodorovič Lvov, violoniste et compositeur russe.